# Един миг свобода
„Един миг свобода“ е български игрален филм от 1970 година на режисьорите Иванка Гръбчева и Петър Каишев, по сценарий на Ивайло Петров и Ради Радев. Оператори са Георги Георгиев и Димо Коларов. Музиката е композирана от Лазар Николов.
Филмът е заснет във Враца, зад стените на Врачанския затвор.
Филмът се състои от две новели „Старецът“ и „Искам да живея“.
Музиката се изпълнява от оркестъра на Българската държавна консерватория с диригент Иван Бакалов.

## Актьорски състав
Старецът
| Роля                             | Изпълнител       |
| -------------------------------- | ---------------- |
| старият затворник от концлагера  | Димитър Панов    |
| булката                          | Доротея Тончева  |
| затворникът Антон                | Антон Горчев     |
| затворникът Стефан               | Стефан Илиев     |
| затворникът Георги               | Георги Георгиев  |
| старшията на лагера              | Джоко Росич      |
| директорът по право              | Иван Манов       |
|                                  | В епизодите      |
| младоженецът                     | Любомир Ялъмов   |
| затворник Юрий                   | Юрий Яковлев     |
| Николай, затворникът с кларинета | Николай Клисуров |
|                                  | Цанко Петров     |
| затворникът Анани                | Анани Анев       |
|                                  | Ангел Ангелов    |
| затворникът Владимир             | Владимир Русинов |
| затворникът Васил                | Васил Бъчваров   |
|                                  | Николай Ангелов  |
| затворникът Станко               | Станко Михайлов  |
|                                  | Боби Семерджиев  |
| внучето                          | Иван Аршинков    |

и др. 
Искам да живея
| Роля                   | Изпълнител       |
| ---------------------- | ---------------- |
| Аргир Лазаров Атанасов | Стойчо Мазгалов  |
| Стамо                  | Васил Михайлов   |
| бай Ангел              | Михаил Михайлов  |
| поручикът              | Тодор Колев      |
| жената на Аргир        | Надежда Казасян  |
| човекът от Центъра     | Борис Арабов     |
|                        | В епизодите      |
|                        | Ангел Ангелов    |
|                        | Йордан Алексиев  |
| затворникът с очилата  | Марин Янев       |
|                        | Бончо Урумов     |
|                        | Анастас Михайлов |
|                        | Хари Тороманов   |